# Myopopone
Myopopone es un género de hormigas perteneciente a la familia Formicidae. Se distribuyen por la región indomalaya, la Wallacea, Australasia y China.

## Especies
Se reconocen las siguientes:
- Myopopone castanea (Smith, 1860)
- †Myopopone sinensis Zhang, 1989